# Riu Allegheny
El riu Allegheny (en anglès: 'Allegheny River'), és un riu de Pennsilvània i Nova York als Estats Units. Neix al comtat de Potter, Pennsilvània, i avança en ziga-zaga pel nord-oest de l'estat de Nova York, retornant a l'interior de Pennsilvània i unint-se amb el riu Monongahela per formar el riu Ohio a Pittsburgh.
Té una longitud de 523 km. Els seus principals afluents són el riu Clarion (177 km), el riu Kiskiminetas (228 km) i el rierol French (188 km). Té diverses preses que fan el riu navegable des de Pittsburgh fins a East Brady.

## Trams protegits
El 20 d'abril de 1992 un tram de riu de 139,6 km va ser declarat com a riu salvatge i paisatgístic nacional, amb la consideració de recreatiu.